# 科林斯顿 (路易斯安那州)
科林斯顿（英語：Collinston），是美国路易斯安那州下属的一座村镇。根据2010年美国人口普查，该市有人口287人。建置上，属于“village”。